# 金泳鎮
金泳鎮（1947年—），大韓民國前農林部長官、韓國民主黨前國會議員、日韓基督教議員聯盟韓國方面前代表，全羅南道康津郡人。2003年7月18日為抗議首爾法院判決停止韓國西南部全羅北道海岸新萬金填海計畫，而向總統盧武鉉提出辭呈，並獲得接納，他對於捍衛大韓民國的民主化與促進農漁業政策開放及國際經貿發展貢獻良多，因而獲得2000年世界和平獎的個人主獎。
2001年4月11日起，金泳鎮為了抗議扶桑社出版問題歷史教科書，在日本東京國會議事堂門外靜坐絕食抗議了5天。期間他手持的抗議標語寫着（日本反省汁!），是（日本反省吧!）的筆誤。不過，當時探訪的日本社會民主黨議員並無主動糾正標語。
此事後來成為了日本最大的匿名網上留言板2ch的熱門話題，金泳鎮的行為被日本網民冷嘲熱諷，更被用惡搞方式冠以（反省汁老伯、汁老伯）的謔稱。現在「……」（……汁）更成為了2ch的流行用語，以代替命令語用詞「……」（……吧）。
在瀨田貞二翻譯的日文版《魔戒三部曲》中，角色（Gollum）的台詞也不約而同地會以「……」結尾；但和2ch的網上用語不同，咕嚕的話解作「……」（做……）的意思。

## 外部連結
- 《韩国会议员绝食抗议进入第4天　日本教科书事件如何收场？》載《北京青年報》2001年4月15日
- 金泳鎮官方網站 （页面存档备份，存于）
- （日語）在紐約世界運動會上請願組成聯合國“世界孤兒日” （页面存档备份，存于）
- （日語）關於韓國民主黨國會議員金泳鎮在眾議院前靜坐
- （日語）反省汁老伯 （页面存档备份，存于），有圖片